# Nuno Mendes (remero)
Nuno Manuel Costa Mendes (Miragaia, 10 de mayo de 1984) es un deportista portugués que compitió en remo.
Ganó tres medallas en el Campeonato Europeo de Remo entre los años 2010 y 2012. Participó en dos Juegos Olímpicos de Verano, ocupando el octavo lugar en Pekín 2008 y el quinto en Londres 2012, en la prueba de doble scull ligero.

## Palmarés internacional
| Campeonato Europeo | Campeonato Europeo          | Campeonato Europeo | Campeonato Europeo |
| Año                | Lugar                       | Medalla            | Prueba             |
| ------------------ | --------------------------- | ------------------ | ------------------ |
| 2010               | Montemor-o-Velho (Portugal) | Medalla de plata   | Doble scull ligero |
| 2011               | Plovdiv (Bulgaria)          | Medalla de bronce  | Doble scull ligero |
| 2012               | Varese (Italia)             | Medalla de plata   | Doble scull ligero |